# A Budapest Honvéd FC 2007–2008-as szezonja
A Budapest Honvéd FC 2007–2008-as szezonja szócikk a Budapest Honvéd FC első számú férfi labdarúgócsapatának egy szezonjáról szól, mely sorozatban a 4., összességében pedig a 97. idénye a csapatnak a magyar első osztályban. A klub fennállásának ekkor volt a 98. évfordulója.

## Mérkőzések
| Színmagyarázat | Színmagyarázat |
| -------------- | -------------- |
|                | Győzelem.      |
|                | Döntetlen.     |
|                | Vereség.       |

### UEFA-kupa
1. selejtezőkör
| 2007. július 19. 18:00 |

| Nistru Otaci                        | 1 – 1   | Budapest Honvéd                 |
| ----------------------------------- | ------- | ------------------------------- |
| Malitskyy 29' Mekang 32' Taranu 72' | (1 – 0) | Abraham 52' Tóth 17' Pomper 75' |

| Zimbru Stadion, Chișinău Nézőszám: 2 000 Játékvezető: Bülent Demirlek (török) |

| 2007. augusztus 2. 20:30 |

| Budapest Honvéd                                                       | 1 – 1   | Nistru Otaci                                                               |
| --------------------------------------------------------------------- | ------- | -------------------------------------------------------------------------- |
| Abraham 14' Genito 59'                                                | (1 – 0) | Mekang 51' Kristofovich 90+4' Lupascu 111′                                 |
| Büntetőpárbaj                                                         |         |                                                                            |
| Bárányos Genito Ivancsics Diego Pomper Benjamin Smiljanić Koós Pomper | 5 – 4   | Matiura Dolgov Kristofovich Butelschi Savchuk Mekang Taranu Sangare Groşev |

| Bozsik József Stadion, Budapest Nézőszám: 3 023 Játékvezető: Michael Svendsen (dán) |

- Tizenegyesekkel (5 – 4) a Budapest Honvéd jutott tovább.

2. selejtezőkör
| 2007. augusztus 16. 19:00 |

| Budapest Honvéd                                      | 0 – 0   | Hamburger SV                         |
| ---------------------------------------------------- | ------- | ------------------------------------ |
| Genito 37' Hercegfalvi 41' Magasföldi 48' Vincze 75' | (0 – 0) | Nigel 32' Jarolím 62' Trochowski 89' |

| Szusza Ferenc Stadion, Budapest Nézőszám: 9 000 Játékvezető: Björn Kuipers (holland) |

| 2007. augusztus 30. 20:30 |

| Hamburger SV                                             | 4 – 0   | Budapest Honvéd             |
| -------------------------------------------------------- | ------- | --------------------------- |
| Guerrero 10' 39' Smiljanić 50' (öngól) Choupo-Moting 90' | (2 – 0) | Vincze G. 27' Vincze Z. 48' |

| HSH Nordbank Arena, Hamburg Nézőszám: 42 090 Játékvezető: Julián Rodríguez Santiago (spanyol) |

### Soproni Liga 2007–08

#### Őszi fordulók
| 1. forduló 2007. július 22. 18:00 |

| Rákospalotai EAC       | 0 – 3               | Budapest Honvéd                                   |
| ---------------------- | ------------------- | ------------------------------------------------- |
| Polonkai 41' Dinka 57' | (0 – 1) Jegyzőkönyv | Bárányos 39' Abraham 53' Pomper 59' Schindler 18' |

| Budai II László Stadion, Budapest Nézőszám: 1 500 Játékvezető: Fábián Mihály (magyar) |

| 2. forduló 2007. július 29. 18:00 |

| FC Sopron                                                           | 0 – 1               | Budapest Honvéd                                                                   |
| ------------------------------------------------------------------- | ------------------- | --------------------------------------------------------------------------------- |
| Ködöböcz 28' Gyömbér 56' Dlusztus 70' Fehér 75' Pintér 84' Sira 90' | (0 – 0) Jegyzőkönyv | Benjamin 66' 90+3' Hercegfalvi 18' Schindler 27' Palásthy 63' Vincze 75' Tóth 83' |

| Káposztás utcai Stadion, Sopron Nézőszám: 4 000 Játékvezető: Kassai Viktor (magyar) |

- A mérkőzést törölték és 3–0-val a Budapest Honvédnak került jóváírásra.

| 3. forduló 2007. augusztus 5. 19:00 |

| Budapest Honvéd                                                                         | 5 – 1               | FC Fehérvár              |
| --------------------------------------------------------------------------------------- | ------------------- | ------------------------ |
| Dobos 14' (11-esből) Palásthy 26' Diego 34' Bárányos 82' Hercegfalvi 85' 86' Vincze 44' | (3 – 1) Jegyzőkönyv | Božić 11' (11-esből) 52' |

| Bozsik József Stadion, Budapest Nézőszám: 2 000 Játékvezető: Sápi Csaba (magyar) |

| 4. forduló 2007. augusztus 11. 17:00 |

| Paksi FC                                 | 0 – 3               | Budapest Honvéd                                              |
| ---------------------------------------- | ------------------- | ------------------------------------------------------------ |
| Tököli 37′ Heffler 56' Éger 60' Báló 60' | (0 – 2) Jegyzőkönyv | Hercegfalvi 14' Abraham 35' 48' Mogyorósi 29' Magasföldi 87' |

| Fehérvári úti stadion, Paks Nézőszám: 3 000 Játékvezető: Szabó Zsolt (magyar) |

| 5. forduló 2007. augusztus 19. 19:00 |

| Budapest Honvéd                                                      | 1 – 4               | Újpest                                                                                 |
| -------------------------------------------------------------------- | ------------------- | -------------------------------------------------------------------------------------- |
| Bárányos 45' (11-esből) 76' Smiljanić 45′ Mogyorósi 61′ Benjamin 82' | (1 – 1) Jegyzőkönyv | Korcsmár 41' Sándor 54' 53' Foxi 71' 14' Haman 80' (11-esből) 39' Böjte 33' Rajczi 45′ |

| Bozsik József Stadion, Budapest Nézőszám: 4 000 Játékvezető: Fábián Mihály (magyar) |

| 6. forduló 2007. augusztus 24. 19:00 |

| Diósgyőr             | 2 – 2               | Budapest Honvéd                |
| -------------------- | ------------------- | ------------------------------ |
| Sipeki 18' Simon 23' | (2 – 1) Jegyzőkönyv | Hercegfalvi 15' 81' Pomper 85′ |

| DVTK-stadion, Miskolc Nézőszám: 3 000 Játékvezető: Iványi Zoltán (magyar) |

| 7. forduló 2007. szeptember 2. 19:00 |

| Budapest Honvéd                                                   | 3 – 1               | Debreceni VSC                         |
| ----------------------------------------------------------------- | ------------------- | ------------------------------------- |
| Hercegfalvi 62' 81' Tóth 65' Bárányos 71' (11-esből) 83′ Bila 29' | (0 – 0) Jegyzőkönyv | Leandro 47' Dzsudzsák 31' Komlósi 83' |

| Bozsik József Stadion, Budapest Nézőszám: 3 000 Játékvezető: Arany Tamás (magyar) |

| 8. forduló 2007. szeptember 15. 18:00 |

| BFC Siófok                               | 1 – 2               | Budapest Honvéd                                         |
| ---------------------------------------- | ------------------- | ------------------------------------------------------- |
| Kanta 43' Tusori 9' Forgács 27' Nagy 70' | (1 – 0) Jegyzőkönyv | Palásthy 71' 90+1' Abass 72' Genito 85′ Ivancsics 90+2' |

| Révész Géza utcai stadion, Siófok Nézőszám: 3 500 Játékvezető: Solymosi Péter (magyar) |

| 9. forduló 2007. szeptember 21. 19:00 |

| Budapest Honvéd                     | 2 – 1               | Zalaegerszegi TE                           |
| ----------------------------------- | ------------------- | ------------------------------------------ |
| Abraham 31' Bárányos 47' Vincze 80' | (1 – 1) Jegyzőkönyv | Tóth 32' 17' Dudić 67′ Molnár 68' Méyé 85' |

| Bozsik József Stadion, Budapest Nézőszám: 1 500 Játékvezető: Iványi Zoltán (magyar) |

| 10. forduló 2007. október 1. 18:00 |

| MTK Budapest       | 1 – 2               | Budapest Honvéd                                             |
| ------------------ | ------------------- | ----------------------------------------------------------- |
| Bori 24' Urbán 72' | (1 – 1) Jegyzőkönyv | Abraham 5' Abass 65' Smiljanić 14' Tóth 89' Ivancsics 90+2' |

| Hidegkuti Nándor Stadion, Budapest Nézőszám: 3 500 Játékvezető: Bede Ferenc (magyar) |

| 11. forduló 2007. október 6. 18:00 |

| Budapest Honvéd                          | 0 – 1               | Kaposvári Rákóczi              |
| ---------------------------------------- | ------------------- | ------------------------------ |
| Smiljanić 36' Genito 51' Hercegfalvi 82' | (0 – 0) Jegyzőkönyv | Oláh 86' Graszl 13' Pintér 43' |

| Bozsik József Stadion, Budapest Nézőszám: 2 500 Játékvezető: Veizer Roland (magyar) |

| 12. forduló 2007. október 20. 15:00 |

| Budapest Honvéd                                         | 2 – 2               | Győri ETO                    |
| ------------------------------------------------------- | ------------------- | ---------------------------- |
| Hercegfalvi 58' Vincze 89' Smiljanić 61' Magasföldi 78' | (0 – 1) Jegyzőkönyv | Bajzát 38' 54' 25' Šupić 88' |

| Bozsik József Stadion, Budapest Nézőszám: 3 000 Játékvezető: Berger József (magyar) |

| 13. forduló 2007. november 2. 19:00 |

| Vasas                  | 0 – 2               | Budapest Honvéd             |
| ---------------------- | ------------------- | --------------------------- |
| Pandur 45' Kincses 65' | (0 – 0) Jegyzőkönyv | Abraham 50' Hercegfalvi 71' |

| Illovszky Rudolf Stadion, Budapest Nézőszám: 4 000 Játékvezető: Iványi Zoltán (magyar) |

| 14. forduló 2007. november 10. 13:00 |

| Budapest Honvéd | 0 – 0               | Nyíregyháza Spartacus |
| --------------- | ------------------- | --------------------- |
|                 | (0 – 0) Jegyzőkönyv | Zabos 88'             |

| Bozsik József Stadion, Budapest Nézőszám: 2 000 Játékvezető: Arany Tamás (magyar) |

| 15. forduló 2007. november 24. 13:00 |

| FC Tatabánya                                       | 4 – 3               | Budapest Honvéd                                           |
| -------------------------------------------------- | ------------------- | --------------------------------------------------------- |
| Béres 4' Weisz 67' 78' Pastva 68' 31' Sándor 90+3' | (1 – 2) Jegyzőkönyv | Bárányos 14' 27' Abraham 36' Hercegfalvi 52' Benjamin 81′ |

| Városi Stadion, Tatabánya Nézőszám: 1 500 Játékvezető: Veizer Roland (magyar) |

#### Tavaszi fordulók
| 16. forduló 2008. február 23. 16:00 |

| Budapest Honvéd        | 1 – 1               | Soproni REAC          |
| ---------------------- | ------------------- | --------------------- |
| Filó 29' Smiljanić 57' | (1 – 0) Jegyzőkönyv | Torma 60' Horváth 65' |

| Bozsik József Stadion, Budapest Nézőszám: 2 000 Játékvezető: Bognár Tamás (magyar) |

| 17. forduló 2008. március 1. |

| Budapest Honvéd | 3 – 0               | FC Sopron |
| --------------- | ------------------- | --------- |
|                 | (0 – 0) Jegyzőkönyv |           |

| Bozsik József Stadion, Budapest |

- A mérkőzést törölték és 3–0-val a Budapest Honvédnak került jóváírásra.

| 18. forduló 2008. március 7. 19:00 |

| FC Fehérvár | 0 – 0               | Budapest Honvéd |
| ----------- | ------------------- | --------------- |
| Koller 81'  | (0 – 0) Jegyzőkönyv | Ivancsics 30'   |

| Sóstói Stadion, Székesfehérvár Nézőszám: 2 166 Játékvezető: Kassai Viktor (magyar) |

| 19. forduló 2008. március 15. 16:00 |

| Budapest Honvéd                                | 2 – 1               | Paksi FC                        |
| ---------------------------------------------- | ------------------- | ------------------------------- |
| Zsolnai 10' Genito 78' Smiljanić 43' Berdó 60' | (1 – 1) Jegyzőkönyv | Éger 22' Márkus 44' Horváth 72' |

| Bozsik József Stadion, Budapest Nézőszám: 2 000 Játékvezető: Andó-Szabó Sándor (magyar) |

| 20. forduló 2008. március 21. 19:00 |

| Újpest                                    | 1 – 0               | Budapest Honvéd                                                |
| ----------------------------------------- | ------------------- | -------------------------------------------------------------- |
| Tisza 90+2' (11-esből) Božić 55' Habi 84' | (0 – 0) Jegyzőkönyv | Benjamin 17' Takács 46' Dobos 57' Smiljanić 70' Bárányos 90+2' |

| Szusza Ferenc Stadion, Budapest Nézőszám: 4 388 Játékvezető: Solymosi Péter (magyar) |

| 21. forduló 2008. március 28. 19:00 |

| Budapest Honvéd | 0 – 1               | Diósgyőr                                       |
| --------------- | ------------------- | ---------------------------------------------- |
| Ivancsics 44'   | (0 – 0) Jegyzőkönyv | Honma 79' Pintér 17' Mogyorósi 21' Kerényi 87' |

| Bozsik József Stadion, Budapest Nézőszám: 1 500 Játékvezető: Szabó Zsolt (magyar) |

| 22. forduló 2008. április 5. 15:00 |

| Debreceni VSC                   | 1 – 0               | Budapest Honvéd |
| ------------------------------- | ------------------- | --------------- |
| Kerekes 10' Kiss 35' Sándor 90' | (1 – 0) Jegyzőkönyv | Benjamin 80'    |

| Oláh Gábor utcai stadion, Debrecen Nézőszám: 4 000 Játékvezető: Arany Tamás (magyar) |

| 23. forduló 2008. április 12. 19:00 |

| Budapest Honvéd                               | 1 – 1               | BFC Siófok                             |
| --------------------------------------------- | ------------------- | -------------------------------------- |
| Abass 81' Takács 37' Hercegfalvi 70' Koós 79' | (0 – 1) Jegyzőkönyv | Miklósvári 4' Hegedűs 72' Homonyik 83' |

| Bozsik József Stadion, Budapest Nézőszám: 1 500 Játékvezető: Kassai Viktor (magyar) |

| 24. forduló 2008. április 21. 18:00 |

| Zalaegerszegi TE                                             | 2 – 1               | Budapest Honvéd                |
| ------------------------------------------------------------ | ------------------- | ------------------------------ |
| Waltner 72' 88' Méyé 16' Miljatovič 18' Molnár 36' Botis 60' | (0 – 1) Jegyzőkönyv | Abass 36' Benjamin 3' Koós 83' |

| ZTE Aréna, Zalaegerszeg Nézőszám: 1 800 Játékvezető: Vad II. István (magyar) |

| 25. forduló 2008. április 27. 18:00 |

| Budapest Honvéd                                        | 0 – 2               | MTK Budapest                      |
| ------------------------------------------------------ | ------------------- | --------------------------------- |
| Vincze 56' Smiljanić 61' Ivancsics 76' Hercegfalvi 86' | (0 – 1) Jegyzőkönyv | Pátkai 44' Szabó 90+3' Hrepka 27' |

| Bozsik József Stadion, Budapest Nézőszám: 1 500 Játékvezető: Bede Ferenc (magyar) |

| 26. forduló 2008. május 5. 18:00 |

| Kaposvári Rákóczi          | 1 – 0               | Budapest Honvéd                                     |
| -------------------------- | ------------------- | --------------------------------------------------- |
| Oláh 43' Pest 75' Grúz 90' | (1 – 0) Jegyzőkönyv | Vincze 10' Benjamin 64' Ivancsics 79' Smiljanić 90' |

| Rákóczi Stadion, Kaposvár Nézőszám: 2 500 Játékvezető: Szabó Zsolt (magyar) |

| 27. forduló 2008. május 10. 15:00 |

| Győri ETO                                            | 2 – 2               | Budapest Honvéd                                  |
| ---------------------------------------------------- | ------------------- | ------------------------------------------------ |
| Bajzát 64' Varga 73' Eugène 10' Stark 62' Völgyi 74′ | (0 – 1) Jegyzőkönyv | Diego 25' 79' Dobos 62' (11-esből) 17' Gebro 89' |

| ETO Park, Győr Nézőszám: 3 000 Játékvezető: Iványi Zoltán (magyar) |

| 28. forduló 2008. május 19. 18:00 |

| Budapest Honvéd                         | 0 – 1               | Vasas                             |
| --------------------------------------- | ------------------- | --------------------------------- |
| Takács 16' Benjamin 42' Smiljanić 90+2' | (0 – 1) Jegyzőkönyv | Pandur 25' Pavičević 13' Tóth 72' |

| Bozsik József Stadion, Budapest Nézőszám: 1 500 Játékvezető: Vad II. István (magyar) |

| 29. forduló 2008. május 25. 18:00 |

| Nyíregyháza Spartacus                                             | 3 – 0               | Budapest Honvéd       |
| ----------------------------------------------------------------- | ------------------- | --------------------- |
| Filó 31' (öngól) Lippai 51' Luis Ramos 79' Mboussi 20' Bagoly 71' | (1 – 0) Jegyzőkönyv | Adewunmi 35' Filó 55' |

| Nyíregyháza Városi Stadion, Nyíregyháza Nézőszám: 3 000 Játékvezető: Sulyok Gergely (magyar) |

| 30. forduló 2008. június 1. 19:00 |

| Budapest Honvéd                                             | 4 – 1               | FC Tatabánya |
| ----------------------------------------------------------- | ------------------- | ------------ |
| Abraham 28' 77' Bárányos 73' 90+1' Vincze 26' Smiljanić 47' | (1 – 0) Jegyzőkönyv | Kovács 59'   |

| Bozsik József Stadion, Budapest Nézőszám: 800 Játékvezető: Király Krisztián (magyar) |

#### A bajnokság végeredménye
|    | Csapat                | Játszott | Gy | D  | V  | LG | KG | GK  | Pont |
| -- | --------------------- | -------- | -- | -- | -- | -- | -- | --- | ---- |
| 1  | MTK Budapest          | 30       | 20 | 6  | 4  | 65 | 22 | +43 | 66   |
| 2  | Debreceni VSC         | 30       | 19 | 7  | 4  | 67 | 27 | +40 | 64   |
| 3  | Győri ETO             | 30       | 17 | 9  | 4  | 66 | 34 | +32 | 60   |
| 4  | Újpest                | 30       | 16 | 7  | 7  | 57 | 40 | +17 | 55   |
| 5  | FC Fehérvár           | 30       | 17 | 3  | 10 | 48 | 32 | +16 | 54   |
| 6  | Kaposvári Rákóczi     | 30       | 15 | 8  | 7  | 50 | 37 | +13 | 53   |
| 7  | Zalaegerszegi TE      | 30       | 13 | 7  | 10 | 55 | 39 | +15 | 46   |
| 8  | Budapest Honvéd       | 30       | 12 | 7  | 11 | 45 | 36 | +11 | 43   |
| 9  | Nyíregyháza Spartacus | 30       | 12 | 6  | 12 | 36 | 36 | 0   | 42   |
| 10 | Vasas                 | 30       | 12 | 5  | 13 | 42 | 45 | –3  | 41   |
| 11 | Paksi FC              | 30       | 10 | 9  | 11 | 53 | 50 | +3  | 39   |
| 12 | Rákospalotai EAC      | 30       | 8  | 9  | 13 | 44 | 58 | –14 | 33   |
| 13 | BFC Siófok            | 30       | 7  | 8  | 15 | 36 | 46 | –10 | 29   |
| 14 | Diósgyőr              | 30       | 5  | 13 | 12 | 45 | 63 | –18 | 28   |
| 15 | FC Tatabánya¹         | 30       | 3  | 4  | 23 | 37 | 92 | –55 | 13   |
| 16 | FC Sopron²            | törölve  |    |    |    |    |    |     |      |

* Gy: Győzelem D: Döntetlen V: Vereség LG: Lőtt gól KG: Kapott gól GK: Gólkülönbség
|  | A Bajnokok Ligája selejtezőjének második körébe jut     |
|  | Az UEFA-kupa selejtezőjének első fordulójába jut        |
|  | UEFA Intertotó Kupa selejtezőjének első fordulójába jut |
|  | Kiesők                                                  |

¹Az FC Tatabánya a 2008/09-es bajnokságra nem kért licencet.

²Jogerős licencmegvonás, és így kizárva a bajnokságból.

#### Az eredmények összesítése
Az alábbi táblázatban összesítve szerepelnek a Budapest Honvéd FC 2007/08-as bajnokságban elért eredményei.
| Ősz/tavasz (forduló)    | Otthon | Otthon | Otthon | Otthon | Otthon | Otthon | Otthon | Idegenben | Idegenben | Idegenben | Idegenben | Idegenben | Idegenben | Idegenben |
| Ősz/tavasz (forduló)    | M      | GY     | D      | V      | LG–KG  | GK     | P      | M         | GY        | D         | V         | LG–KG     | GK        | P         |
| ----------------------- | ------ | ------ | ------ | ------ | ------ | ------ | ------ | --------- | --------- | --------- | --------- | --------- | --------- | --------- |
| Őszi szezon (1–15.)     | 7      | 3      | 2      | 2      | 13–10  | +3     | 11     | 8         | 6         | 1         | 1         | 20–8      | +12       | 19        |
| Tavaszi szezon (16–30.) | 8      | 3      | 2      | 3      | 11–8   | +3     | 11     | 7         | 0         | 2         | 5         | 3–10      | –7        | 2         |
| Összesen (1–30.)        | 15     | 6      | 4      | 5      | 24–18  | +6     | 22     | 15        | 6         | 3         | 6         | 23–18     | +5        | 21        |

#### Helyezések fordulónként
| Forduló  | 1  | 2  | 3  | 4  | 5 | 6 | 7  | 8  | 9  | 10 | 11 | 12 | 13 | 14 | 15 | 16 | 17 | 18 | 19 | 20 | 21 | 22 | 23 | 24 | 25 | 26 | 27 | 28 | 29 | 30 |
| -------- | -- | -- | -- | -- | - | - | -- | -- | -- | -- | -- | -- | -- | -- | -- | -- | -- | -- | -- | -- | -- | -- | -- | -- | -- | -- | -- | -- | -- | -- |
| Helyszín | I  | I  | O  | I  | O | I | O  | I  | O  | I  | O  | O  | I  | O  | I  | O  | O  | I  | O  | I  | O  | I  | O  | I  | O  | I  | I  | O  | I  | O  |
| Eredmény | GY | GY | GY | GY | V | D | GY | GY | GY | GY | V  | D  | GY | D  | V  | D  | GY | D  | GY | V  | V  | V  | D  | V  | V  | V  | D  | V  | V  | GY |
| Helyezés | 1  | 2  | 1  | 1  | 1 | 1 | 1  | 1  | 1  | 1  | 1  | 2  | 1  | 2  | 2  | 4  | 2  | 3  | 3  | 4  | 5  | 5  | 6  | 6  | 6  | 8  | 8  | 8  | 8  | 8  |

Helyszín: O = Otthon; I = Idegenben. Eredmény: GY = Győzelem; D = Döntetlen; V = Vereség.

### Magyar kupa
| 4. forduló 2007. szeptember 26. 15:00 |

| Tisza Volán SC                             | 1 – 4               | Budapest Honvéd                                                                                       |
| ------------------------------------------ | ------------------- | --- |
| Bubori 88' Mórocz 9' Laczkó 15' Búrány 23' | (0 – 1) Jegyzőkönyv | Abraham 60' 68' Magasföldi 38' 70' Tóth 78' Vincze G. 19' Hercegfalvi 22' Vincze Z. 27' Smiljanić 43' |

| Játékvezető: Sulyok Gergely (magyar) |

| 5. forduló Első mérkőzés 2007. október 24. 19:00 |

| Budapest Honvéd                             | 2 – 1               | FC Sopron                                 |
| ------------------------------------------- | ------------------- | ----------------------------------------- |
| Bárányos 6' Abass 17' Tóth 52' Benjamin 82' | (2 – 0) Jegyzőkönyv | Aquino 83' Farkas 12' Fehér 58' Belić 62' |

| Bozsik József Stadion, Budapest |

| 5. forduló Visszavágó 2007. november 7. 18:00 |

| FC Sopron           | 0 – 3               | Budapest Honvéd                                                           |
| ------------------- | ------------------- | ------------------------------------------------------------------------- |
| Deffo 16' Fehér 73′ | (0 – 2) Jegyzőkönyv | Abraham 11' Smiljanić 21' Hercegfalvi 55' Tóth 22' Benjamin 36' Diego 68' |

| Káposztás utcai Stadion, Sopron Játékvezető: Bede Ferenc (magyar) |

| Negyeddöntő Első mérkőzés 2008. március 18. 15:00 |

| Kazincbarcikai SC                         | 2 – 2               | Budapest Honvéd                           |
| ----------------------------------------- | ------------------- | ----------------------------------------- |
| Stevica 9' Binder 15' Bányai 37' Engi 44' | (2 – 1) Jegyzőkönyv | Zsolnai 28' Dobos 52' Pomper 14' Koós 71' |

| Kazincbarcika Játékvezető: Sápi Csaba (magyar) |

| Negyeddöntő Visszavágó 2008. március 25. 19:00 |

| Budapest Honvéd                                                 | 4 – 2               | Kazincbarcikai SC                            |
| --------------------------------------------------------------- | ------------------- | -------------------------------------------- |
| Abass 15' Hercegfalvi 73' 90' Diego 77' Bárányos 32' Genito 82' | (1 – 2) Jegyzőkönyv | Kovács 7' Stevica 39' Odrobéna 82′ Sebők 90′ |

| Bozsik József Stadion, Budapest Játékvezető: Németh Ádám (magyar) |

| Elődöntő Első mérkőzés 2008. április 1. 18:00 |

| Budapest Honvéd                                                         | 4 – 0               | Kaposvári Rákóczi                    |
| ----------------------------------------------------------------------- | ------------------- | ------------------------------------ |
| Dobos 19' Hercegfalvi 54' 89' Bárányos 67' Ivancsics 43' Benjamin 90+2' | (1 – 0) Jegyzőkönyv | Graszl 58' Nikolics 70' Zahorecz 90' |

| Bozsik József Stadion, Budapest Játékvezető: Iványi Zoltán (magyar) |

| Elődöntő Visszavágó 2008. április 9. 18:00 |

| Kaposvári Rákóczi             | 1 – 2               | Budapest Honvéd          |
| ----------------------------- | ------------------- | ------------------------ |
| Pomper 83' (öngól) Graszl 73' | (0 – 2) Jegyzőkönyv | Smiljanić 35' Genito 44' |

| Rákóczi Stadion, Kaposvár Játékvezető: Szilasi Szabolcs (magyar) |

| Döntő Első mérkőzés 2008. május 28. 18:00 |

| Budapest Honvéd                            | 0 – 7               | Debreceni VSC                                                                 |
| ------------------------------------------ | ------------------- | ----------------------------------------------------------------------------- |
| Filó 11' Adewunmi 57′ Pomper 68' Dobos 73′ | (0 – 3) Jegyzőkönyv | Leandro 9' Rudolf 18' 29' Czvitkovics 30' 83' Kouemaha 57' 78' 89' Takács 69' |

| Bozsik József Stadion, Budapest Játékvezető: Kassai Viktor (magyar) |

| Döntő Visszavágó 2008. június 4. 18:00 |

| Debreceni VSC                                           | 2 – 1               | Budapest Honvéd                  |
| ------------------------------------------------------- | ------------------- | -------------------------------- |
| Czvitkovics 74' 58' Leandro 77' Bernáth 54' Kerekes 85' | (0 – 1) Jegyzőkönyv | Filó 39' Pomper 30' Bárányos 68' |

| Oláh Gábor utcai stadion, Debrecen Játékvezető: Vad II. István (magyar) |

### Ligakupa

#### Őszi csoportkör (A csoport)
| 1. forduló 2007. augusztus 8. 19:30 |

| Budapest Honvéd                                                       | 4 – 2               | Paksi FC                        |
| --------------------------------------------------------------------- | ------------------- | ------------------------------- |
| Debreceni 24' 47' Palásthy 29' Magasföldi 71' Bárányos 79' Vincze 81' | (2 – 1) Jegyzőkönyv | Báló 27' Brukner 73' Tamási 44' |

| Bozsik József Stadion, Budapest Játékvezető: Szilasi Szabolcs (magyar) |

| 2. forduló 2007. augusztus 22. 16:00 |

| Újpest                                                | 4 – 5               | Budapest Honvéd                                                              |
| ----------------------------------------------------- | ------------------- | ---------------------------------------------------------------------------- |
| Tisza 3' Rajczi 12' Széki 61' Roiha 86' Dvorschák 38' | (2 – 1) Jegyzőkönyv | Tóth B. 41' 37' Abass 47' 54' Debreceni 88' 86' Tóth M. 90+2' Magasföldi 58' |

| Szusza Ferenc Stadion, Budapest Játékvezető: Sápi Csaba (magyar) |

| 3. forduló 2007. szeptember 9. 19:00 |

| FC Fehérvár                         | 2 – 2               | Budapest Honvéd                                            |
| ----------------------------------- | ------------------- | ---------------------------------------------------------- |
| Simek 15' Sitku 89' 67' Horváth 74' | (1 – 1) Jegyzőkönyv | Abass 42' Bárányos 61' Vincze 50' Pomper 79' Smiljanić 83' |

| Sóstói Stadion, Székesfehérvár Játékvezető: Szabó Zsolt (magyar) |

| 4. forduló 2007. szeptember 18. 18:00 |

| Budapest Honvéd     | 0 – 3               | FC Fehérvár                                           |
| ------------------- | ------------------- | ----------------------------------------------------- |
| Genito 29' Koós 38' | (0 – 0) Jegyzőkönyv | Dajić 49' Kocsis 67' Farkas 89' Horváth 66' Božić 71' |

| Bozsik József Stadion, Budapest Játékvezető: Berger József (magyar) |

| 5. forduló 2007. október 3. 15:00 |

| Paksi FC                   | 4 – 0               | Budapest Honvéd                   |
| -------------------------- | ------------------- | --------------------------------- |
| Márkus 9' 20' 56' Báló 41' | (3 – 0) Jegyzőkönyv | Vincze 21' Koós 25' Mogyorósi 80' |

| Fehérvári úti stadion, Paks Játékvezető: Kiss Norbert (magyar) |

| 6. forduló 2007. október 10. 18:00 |

| Budapest Honvéd                 | 1 – 1               | Újpest                                             |
| ------------------------------- | ------------------- | -------------------------------------------------- |
| Smiljanić 58' 55' Mogyorósi 75' | (0 – 0) Jegyzőkönyv | Dourandi 89' Tolnai 16' Okechukwu 21' Mészáros 63' |

| Bozsik József Stadion, Budapest Játékvezető: Sápi Csaba (magyar) |

#### Az A csoport végeredménye
| Csapat          | M | Gy | D | V | G+ | G– | Gk | P  |
| --------------- | - | -- | - | - | -- | -- | -- | -- |
| FC Fehérvár     | 6 | 3  | 1 | 2 | 15 | 9  | +6 | 10 |
| Újpest          | 6 | 3  | 1 | 2 | 15 | 14 | +1 | 10 |
| Budapest Honvéd | 6 | 2  | 2 | 2 | 12 | 16 | –4 | 8  |
| Paksi FC        | 6 | 2  | 0 | 4 | 11 | 14 | –3 | 6  |

#### Tavaszi csoportkör (C csoport)
| 1. forduló 2007. december 1. 13:00 |

| Budapest Honvéd                                         | 4 – 2               | Nyíregyháza Spartacus                                                     |
| ------------------------------------------------------- | ------------------- | ------------------------------------------------------------------------- |
| Abraham 3' Hercegfalvi 5' 38' Zsolnai 84' Smiljanić 76' | (3 – 0) Jegyzőkönyv | Montvai 65' Apostu 74' 57' Erdélyi 6' Zabos 39' Hegedűs 61′ Lăzăreanu 83' |

| Bozsik József Stadion, Budapest Játékvezető: Nagy Róbert (magyar) |

| 2. forduló 2007. december 5. 13:00 |

| Rákospalotai EAC               | 1 – 1               | Budapest Honvéd |
| ------------------------------ | ------------------- | --------------- |
| Kapcsos 72' Erős 42' Varga 68' | (0 – 0) Jegyzőkönyv | Hercegfalvi 65' |

| Budai II László Stadion, Budapest Játékvezető: Vad II. István (magyar) |

| 3. forduló 2007. december 8. 13:00 |

| Debreceni VSC                | 2 – 1               | Budapest Honvéd       |
| ---------------------------- | ------------------- | --------------------- |
| Takács 41' 80' 77' Dombi 88' | (1 – 1) Jegyzőkönyv | Esad 37' Benjamin 40' |

| Oláh Gábor utcai stadion, Debrecen Játékvezető: Solymosi Péter (magyar) |

| 4. forduló 2008. február 16. 13:00 |

| Budapest Honvéd                         | 1 – 2               | Debreceni VSC                        |
| --------------------------------------- | ------------------- | ------------------------------------ |
| Ivancsics 4' Takács 67' Hercegfalvi 81′ | (1 – 2) Jegyzőkönyv | Dombi 20' Kouemaha 45' 10' Szűcs 35' |

| Bozsik József Stadion, Budapest Játékvezető: Szabó Zsolt (magyar) |

| 5. forduló 2008. február 20. 14:00 |

| Nyíregyháza Spartacus                | 1 – 1               | Budapest Honvéd     |
| ------------------------------------ | ------------------- | ------------------- |
| Granát 42' Mboussi 70′ Miskolczi 79' | (1 – 0) Jegyzőkönyv | Fritz 80' Borel 67' |

| Nyíregyháza Városi Stadion, Nyíregyháza Játékvezető: Andó-Szabó Sándor (magyar) |

| 6. forduló 2008. február 27. 18:00 |

| Budapest Honvéd                 | 5 – 0               | Rákospalotai EAC               |
| ------------------------------- | ------------------- | ------------------------------ |
| Esad 26' 48' Koós 83' 85' 90+1' | (1 – 0) Jegyzőkönyv | Kiss 23' Horváth 48' Dinka 89' |

| Bozsik József Stadion, Budapest Játékvezető: Gyarmati II. Tibor (magyar) |

#### A C csoport végeredménye
| Csapat                | M | Gy | D | V | G+ | G– | Gk | P  |
| --------------------- | - | -- | - | - | -- | -- | -- | -- |
| Debreceni VSC         | 6 | 4  | 1 | 1 | 10 | 8  | +2 | 13 |
| REAC                  | 6 | 3  | 1 | 2 | 9  | 10 | –1 | 91 |
| Budapest Honvéd       | 6 | 2  | 2 | 2 | 13 | 8  | +5 | 8  |
| Nyíregyháza Spartacus | 6 | 0  | 2 | 4 | 4  | 10 | –6 | 2  |

- 1 A REAC-tól 1 pontot levontak.

### Szuperkupa
| Első mérkőzés 2007. július 11. 20:30 |

| Budapest Honvéd                          | 1 – 1                         | Debreceni VSC                                   |
| ---------------------------------------- | ----------------------------- | ----------------------------------------------- |
| Ivancsics 26' Pomper 55' Hercegfalvi 65' | (1 – 0) Jegyzőkönyv Részletek | Kouemaha 67' Vukmir 31' Komlósi 60' Bernáth 89' |

| Bozsik József Stadion, Budapest Nézőszám: 2 500 Játékvezető: Arany Tamás (magyar) |

| Visszavágó 2007. július 15. 20:30 |

| Debreceni VSC                 | 3 – 0                         | Budapest Honvéd                       |
| ----------------------------- | ----------------------------- | ------------------------------------- |
| Dzsudzsák 7' 17' Kiss 31' 50' | (3 – 0) Jegyzőkönyv Részletek | Benjamin 25' Genito 57' Vincze G. 64' |

| Oláh Gábor utca, Debrecen Nézőszám: 7 000 Játékvezető: Solymosi Péter (magyar) |

## Külső hivatkozások
- A csapat hivatalos honlapja
- A Magyar Labdarúgó Szövetség honlapja, adatbankja
- A Budapest Honvéd FC mérkőzései